# Cầu Grunwaldzki ở Wrocław
Cầu Grunwaldzki, hay Cầu Grunwald ở Wrocław (tiếng Ba Lan: Most Grunwaldzki we Wrocławiu) là cây cầu treo bắc qua sông Oder ở thành phố Wrocław, thuộc tỉnh Dolnośląskie, Ba Lan.

## Mô tả
Cầu Grunwaldzki có tổng chiều dài là 112,5 mét và chiều rộng đạt 18 mét, bắc qua sông Oder để nối liền giữa Quảng trường Grunwaldzki (trung tâm thành phố) với các khu định cư ở phía đông Wrocław. Cây cầu này sở hữu những nét thiết kế duyên dáng phù hợp với vẻ đẹp thiên nhiên của dòng sông Oder, nên đây cũng là một trong những cây cầu nổi tiếng thu hút du khách ở địa phương.

## Lịch sử
Cây cầu này được xây dựng vào giai đoạn 1908 - 1910. Vào ngày 10 tháng 10 năm 1910, cây cầu chính thức được khai trương và đi vào sử dụng trước sự chứng kiến của Hoàng đế Wilhelm II. Ban đầu, công trình được gọi là Cầu Hoàng đế (trong tiếng Đức là Kaiserbrücke) và sau đó được gọi là Cầu Tự do (Freiheitsbrücke). Cây cầu đã bị hư hại trong Chiến tranh thế giới thứ hai, nên sau đó được xây dựng lại vào giai đoạn 1946 - 1947. Cây cầu được thông xe trở lại vào ngày 6 tháng 9 năm 1947 và đồng thời có tên gọi mới là Cầu Grunwaldzki (như hiện nay).
Cầu Grunwaldzki có tên trong danh sách di tích từ ngày 15 tháng 10 năm 1976.

## Hình ảnh

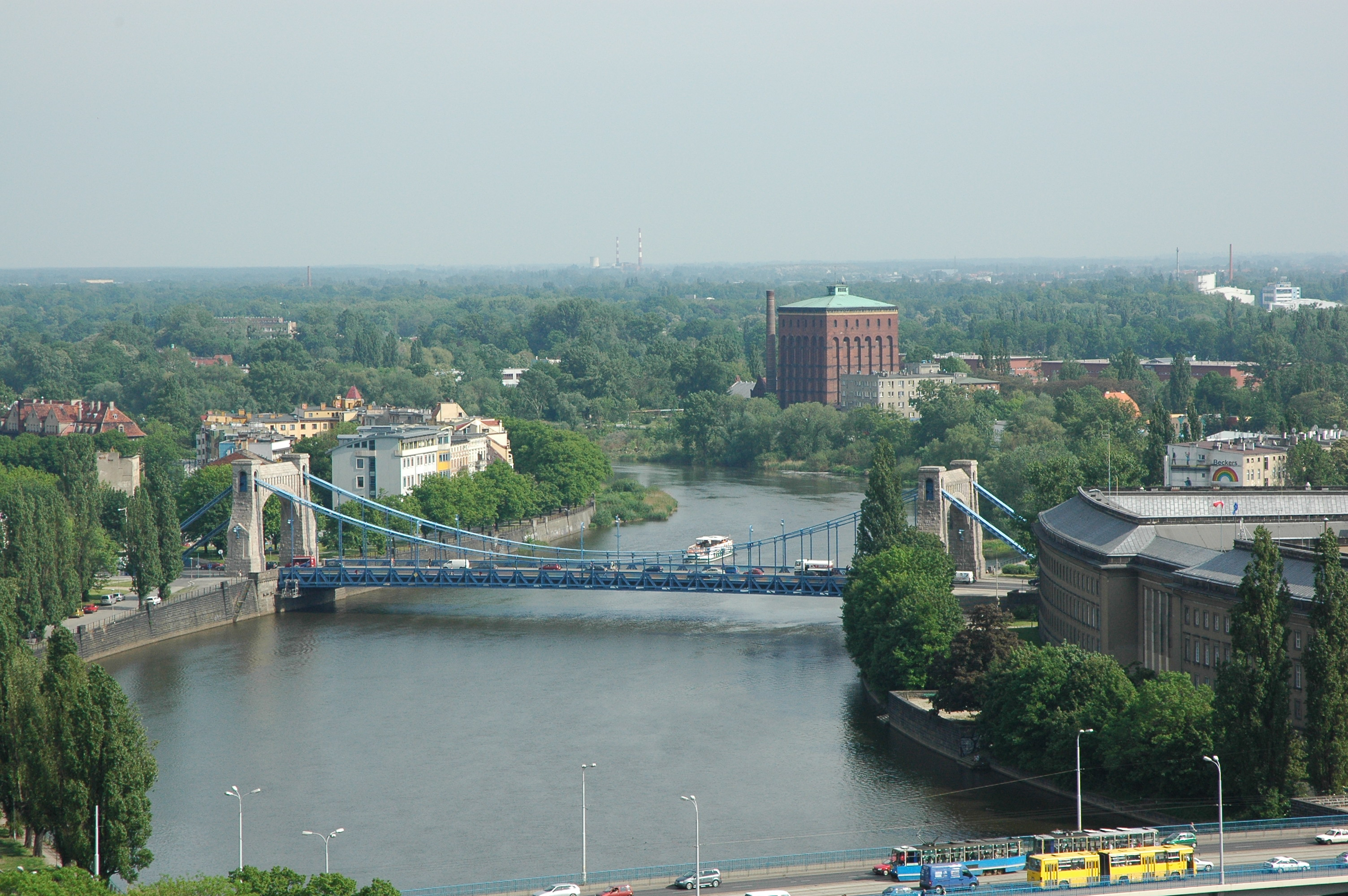
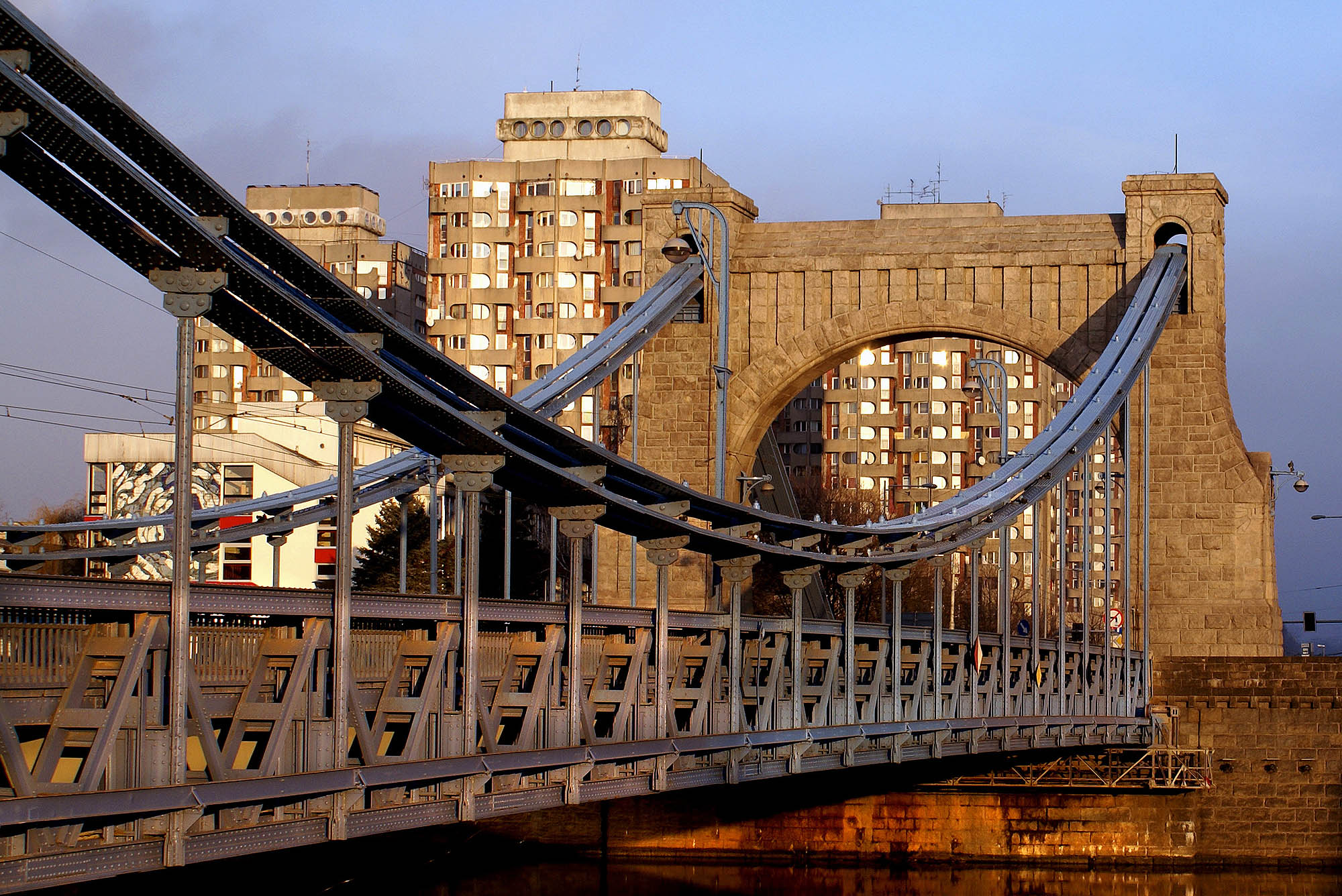
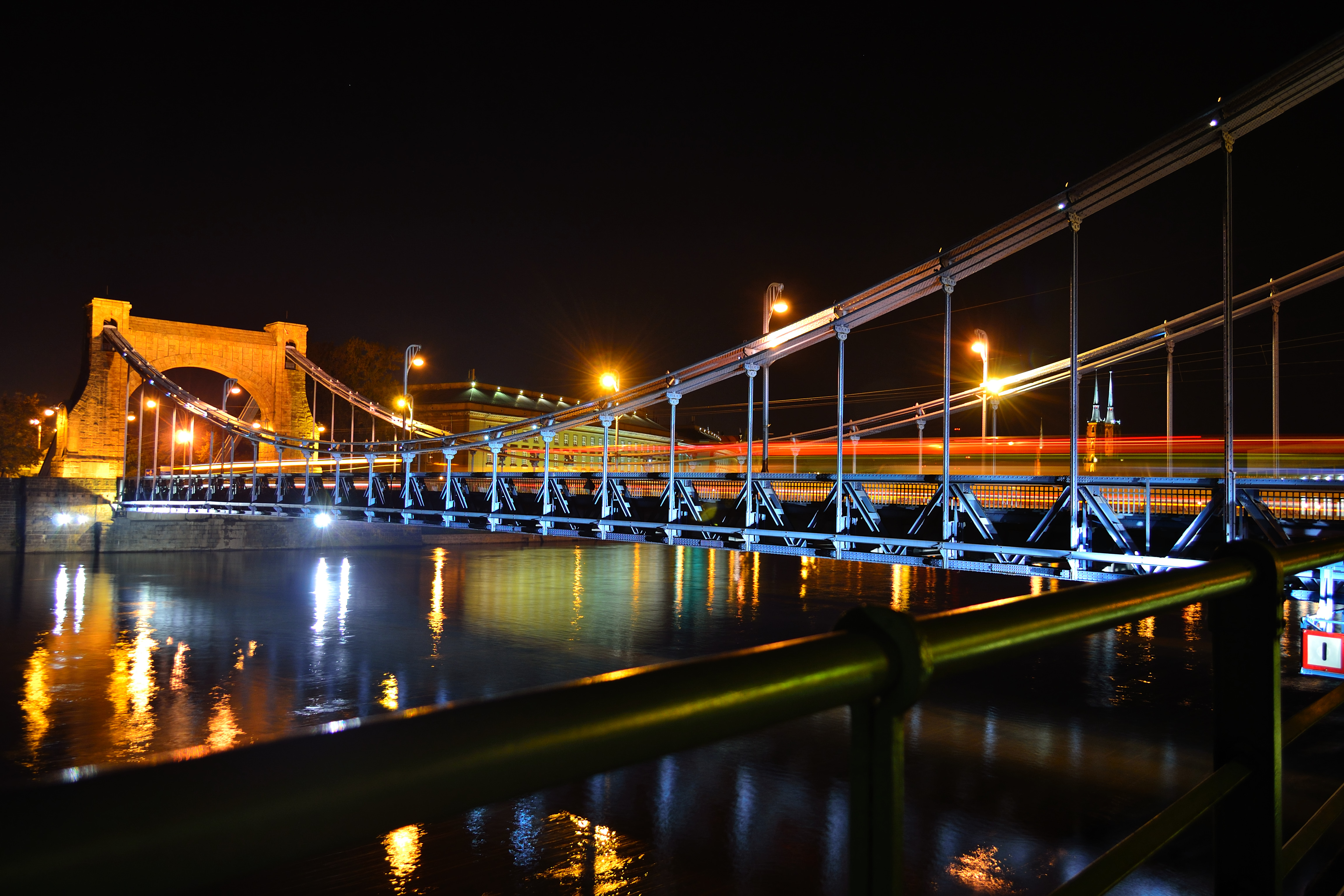